# Alf Razzell
Alfred Charles Razzell (* 9. März 1897 in Lambeth; † 1995 in Watford) war ein britischer Veteran des Ersten Weltkriegs. Er wurde bekannt für die Schilderung seiner Erlebnisse während der Schlacht bei Arras, die der Musiker Roger Waters 1992 auf dem Album Amused to Death verarbeitete.

## Leben
Razzell wurde als dritter Sohn von Annie Elizabeth und Thomas Razzell geboren. Er hatte zwei ältere Brüder, Thomas (* 1893), und Augustus (* 1895). Razzells Vater, ein Eisenbahningenieur, kam um 1899 bei einem Arbeitsunfall ums Leben. Seine Mutter arbeitete als Köchin. Die Familie wurde von der Eisenbahngesellschaft unterstützt. Ein privates Stipendium von £15 im Jahr ermöglichte Razzell den Besuch einer Schule. Mit knapp 16 Jahren begann Razzell eine Ausbildung zum Elektriker beim General Post Office. Nach sieben Monaten trat er als Jugendlicher bei Kriegsausbruch der British Army bei und wurde in Frankreich eingesetzt. Nach Kriegsende arbeitete er wieder für das Post Office. 1919 heiratete er seine Ehefrau Winnie, die er zuvor während eines Genesungsurlaubs in Watford kennengelernt hatte, und ließ sich dort mit ihr nieder. Er verstarb 1995 in Watford im Alter von 97 Jahren.

## Erster Weltkrieg

### Ausbildung
Am 12. August 1914 trat Razzell in die Armee ein. Vor dem Rathaus von Lambeth hatte sich eine Menschenmenge angesammelt, in der sich auch Razzell aufhielt. Er wurde von einem Rekrutierungssergeanten angesprochen, der ihn zum Eintritt überredete und ihm empfahl, sich als Neunzehnjähriger auszugeben. Seinem Wunsch, den Royal Engineers beitreten zu können, wurde jedoch nicht entsprochen. Stattdessen wurde er dem 8. Bataillon der Royal Fusiliers zugeteilt. Von August 1914 bis Mai 1915 erfolgte seine Ausbildung in den Armeestützpunkten Hounslow Barracks, Colchester Barracks, Shorncliffe Camp und Aldershot. Nur wenige seiner Ausbilder waren erfahrene Soldaten. Die militärische Disziplin kam ihm nicht übermäßig hart vor, allerdings gab es während seiner Ausbildung einen Zwischenfall, bei dem ein als übergriffig bekannter Corporal von einem Rekruten aus dem Fenster einer Baracke geworfen wurde und in ein Krankenhaus eingeliefert werden musste. Es kam zu einem Kriegsgerichtsverfahren, bei dem der Täter eine Haftstrafe erhielt; der Corporal wurde versetzt.
Ab Ende Mai 1915 wurde er in Belgien und Frankreich als Infanterist und Scharfschütze an verschiedenen Orten eingesetzt, unter anderem bei den Kämpfen um die Hohenzollern-Redoute. Man empfand gegenüber den deutschen Soldaten keinen Hass und gegenüber Verletzten sogar Mitleid. Letzten Endes war das Bild der Deutschen allerdings durch die jahrelange Berichterstattung geprägt, der zufolge ein deutscher Angriff zwangsläufig früher oder später erfolgen müsse. Als Scharfschütze war er mit einem normalen Lee-Enfield-Gewehr ausgerüstet, an dem ein Zielfernrohr montiert war. Obwohl die Waffe eine weitaus höhere Reichweite hatte, wurde in der Regel auf Entfernungen von etwa 300 Yard (etwa 275 Meter) geschossen. Nach den Kämpfen gehörte es zu seinen Aufgaben, die Leichen getöteter Briten nach ihren Soldbüchern und Dokumenten zu durchsuchen, um sie zu identifizieren. Während der Schlacht an der Somme wurde Razzell durch Schrapnellsplitter im Gesicht verletzt.

### Tod des Bill Hubbard
Im Mai 1917 geriet Razzell während der Schlacht bei Arras in deutsche Kriegsgefangenschaft, als er nach Dokumenten toter britischer Soldaten suchte. Dabei fand er in einem Graben den ihm von der Ausbildung bekannten Soldaten William „Bill“ Hubbard schwer verletzt auf. Er versuchte, ihn vom Schlachtfeld mitzunehmen, doch der tödlich verletzte Hubbard konnte die Schmerzen des Transports nicht ertragen, so dass Razzell ihn schließlich auf sein Bitten sterbend zurückließ. Die deutschen Soldaten, die Razzell gefangen genommen hatten, wirkten erschöpft und desorientiert und machten keine Anstalten, die Bergung Hubbards zu unterstützen.

### Kriegsende
Das Kriegsende erlebte Razzell in einem Kriegsgefangenenlager in Norddeutschland. Dieses wurde im November 1918 von einem Arbeiter- und Soldatenrat aus Bremerhaven übernommen. Razzell reiste über Hamburg zurück nach Großbritannien, wo er 1919 im Rang eines Corporal demobilisiert wurde.

## Zeitzeuge
1991 trat Razzell als Zeitzeuge in der BBC-Dokumentation „A Game of Ghosts“ auf und berichtete von seinen Kriegserlebnissen. Neben dem Einsammeln der persönlichen Dokumente gefallener Soldaten habe ihn der Vorfall mit Bill Hubbard am stärksten und anhaltendsten verfolgt. Erst 1984 habe er auf einem Gedenkstein im Faubourg d’Amiens British Cemetery bei der Stadt Arras den Namen Bill Hubbards gefunden. Damit habe er mit diesem Kapitel endlich abschließen können. Sein ganzes Leben lang habe ihn die Frage verfolgt, ob er alles in seiner Macht stehende getan habe, um Hubbard zu retten.
Der mündliche Bericht Razzells von Hubbards Tod wurde 1992 von Roger Waters in dem Instrumentalstück „The Ballad of Bill Hubbard“ verwendet. Es eröffnet das Album „Amused to Death“, das Waters dem Gedenken an Bill Hubbard widmete. Das Album trägt die Aufschrift: Dedicated to Private William Hubbard (1888–1917), Eighth Battalion of the Royal Fusiliers, City of London Regiment.

## Trivia
- Bei dem Soldaten Bill Hubbard handelt es sich um den 29 Jahre alten, verheirateten Private William Hubbard aus dem Londoner Stadtteil Vauxhall, dessen Todestag mit dem 3. Mai 1917 angegeben wird. Sein Gedenkstein befindet sich in der Gedenkstätte von Arras.[5]
- Das Theaterstück „Voices“ von Stuart Clarke basiert auf den Berichten von Veteranen des Ersten Weltkriegs, namentlich auf Razzells Schilderungen.[6][7]